# 兴泉永道
兴泉道是明清福建省的一个道，明代設興泉兵備一員，駐泉州，分巡興泉道兼分理軍務。清朝因之，管辖泉州府、兴化府。清康熙九年（明郑永曆二十四年，1670年），置兴泉道，管辖兴化府、泉州府，道治驻泉州府，與思明州的明鄭軍對峙。1727年，徙兴泉道道治于泉州府同安县嘉禾里（今厦门岛），1734年（雍正十二年），增领永春直隸州，更名“兴泉永道”。
鸦片战争期间，1841年（道光二十一年），英军攻陷厦门，霸占道署，1845年将其拆毁，改建为英国驻厦门领事馆。1863年（同治二年），清朝收回道署旧址。次年，道尹曾宪德又拆除英国领事馆洋楼，重建道署，并立《重建兴泉永道署碑记》记述此事。今道署原建筑早已无迹可寻，仅有残存的碑记于1991年修复。
1913年2月，兴泉永道改称南路道。